# Fromezey
Fromezey ist eine französische Gemeinde mit 65 Einwohnern (Stand: 1. Januar 2022) im Département Meuse in der Region Grand Est (bis 2015: Lothringen). Die Gemeinde gehört zum Arrondissement Verdun, zum Kanton Étain und zum Gemeindeverband Pays d’Étain.

## Geografie
Die Gemeinde liegt in der Woëvre-Ebene auf der Achse Verdun – Étain. Umgeben wird Fromezey von den Nachbargemeinden Morgemoulin im Norden, Foameix-Ornel im Nordosten, Étain im Osten, Herméville-en-Woëvre im Süden, Abaucourt-Hautecourt im Südwesten sowie Dieppe-sous-Douaumont im Westen.

## Geschichte
Während des Ersten Weltkriegs wurde das Dorf am 22. Februar 1916 vollständig evakuiert und zerstört.

## Bevölkerungsentwicklung
| Jahr                       | 1962 | 1968 | 1975 | 1982 | 1990 | 1999 | 2004 | 2009 | 2019 |
| Einwohner                  | 90   | 75   | 61   | 66   | 55   | 68   | 64   | 55   | 59   |
| Quellen: Cassini und INSEE |      |      |      |      |      |      |      |      |      |

## Sehenswürdigkeiten
- Kirche Saint-Martin, erbaut im 18. Jahrhundert, im Ersten Weltkrieg zerstört und von 1928 bis 1930 wieder aufgebaut
- Denkmal für die Toten des Ersten Weltkriegs

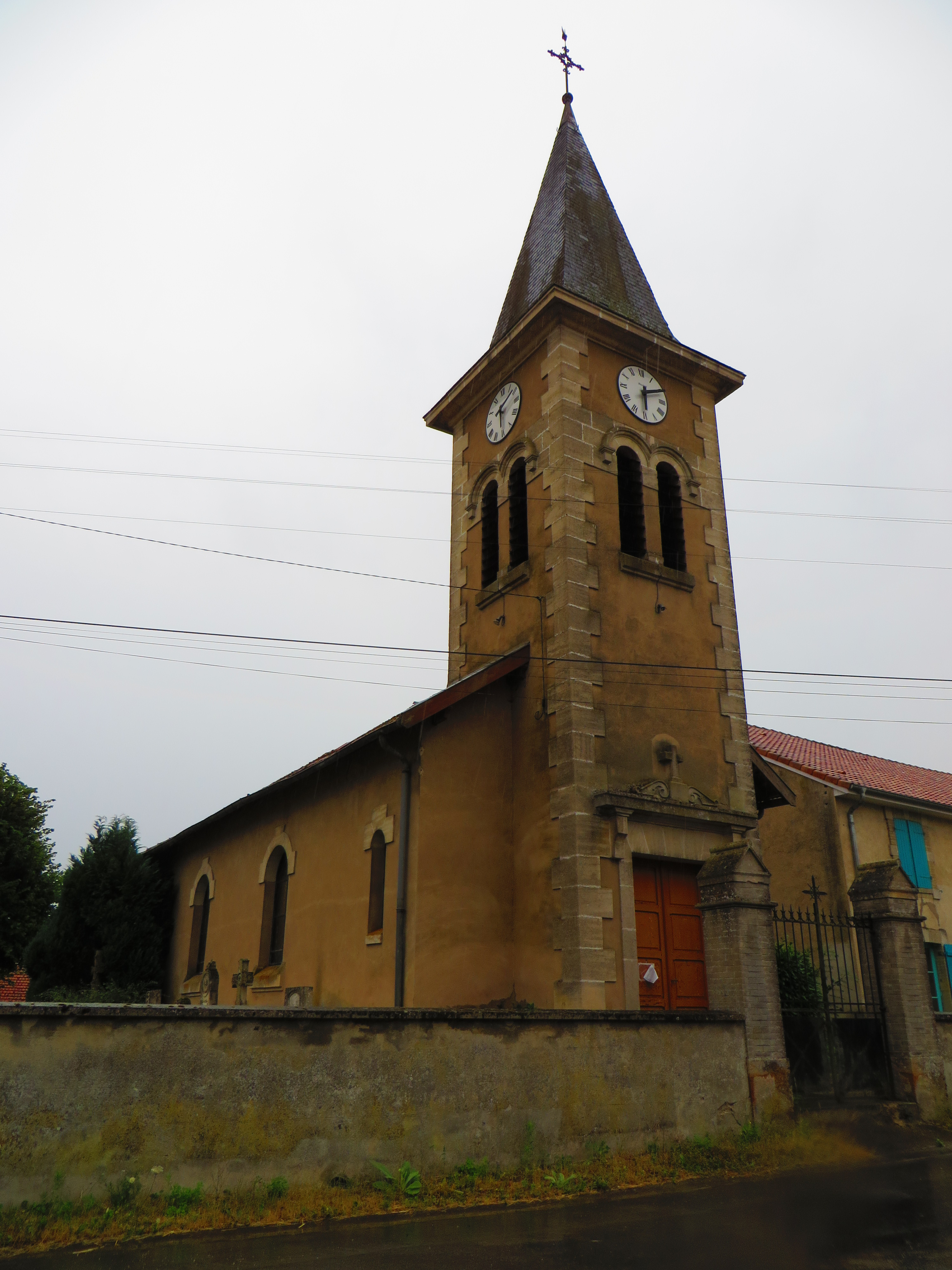
Kirche Saint-Martin
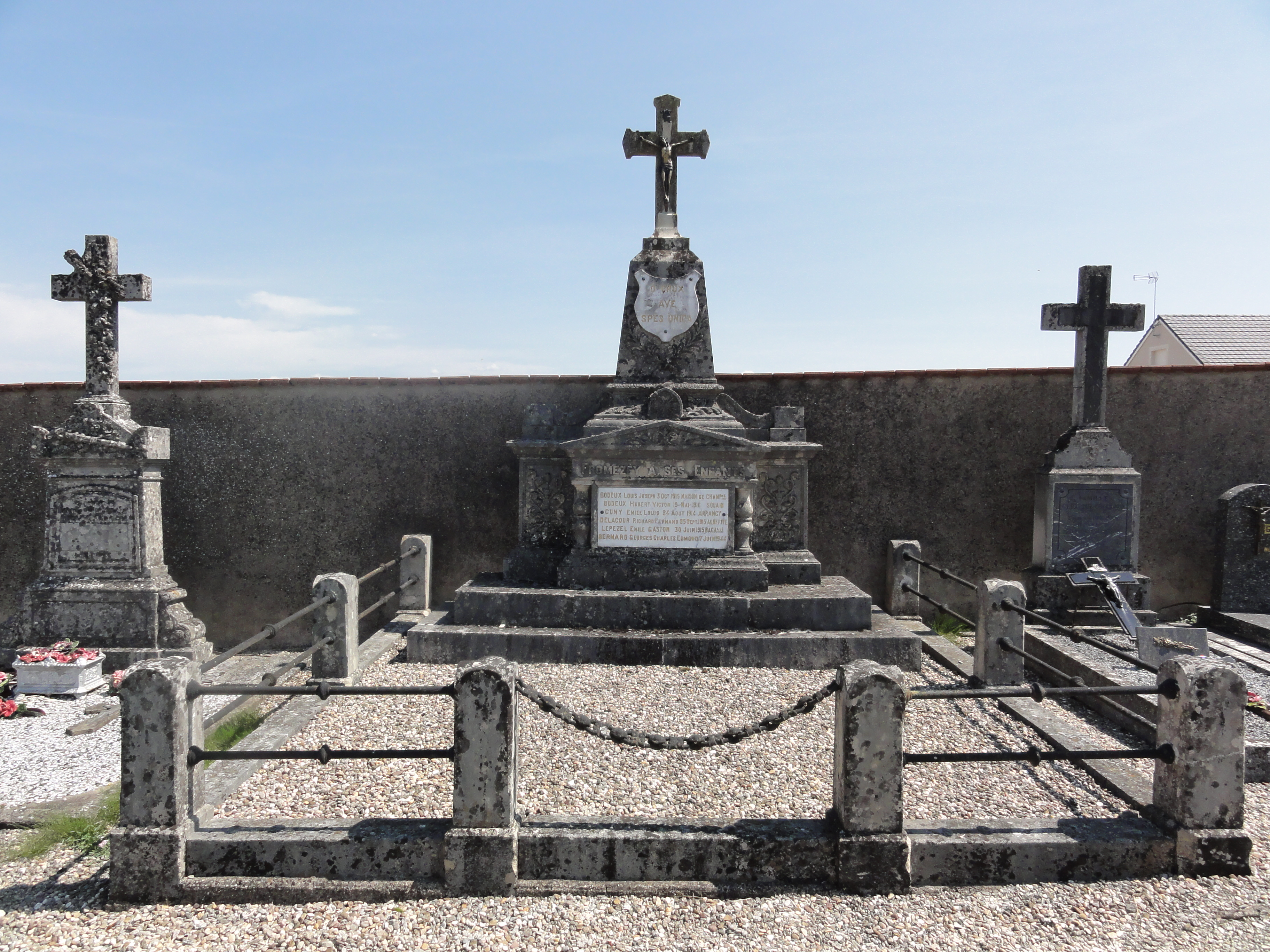
Denkmal für die Kriegstoten